# Reawick

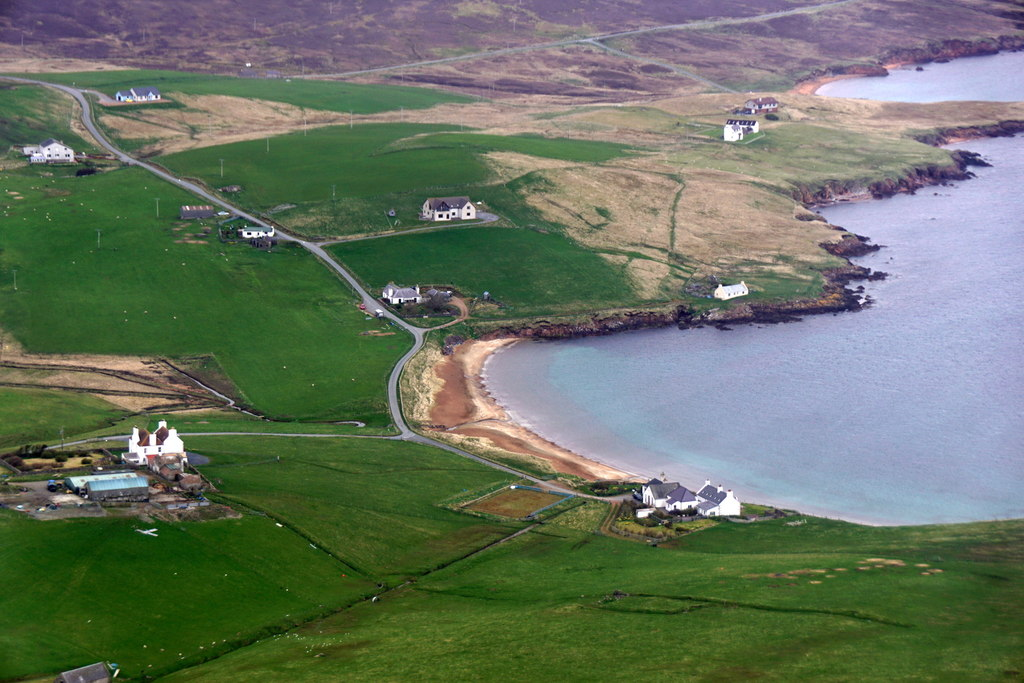
Blick über den Ort

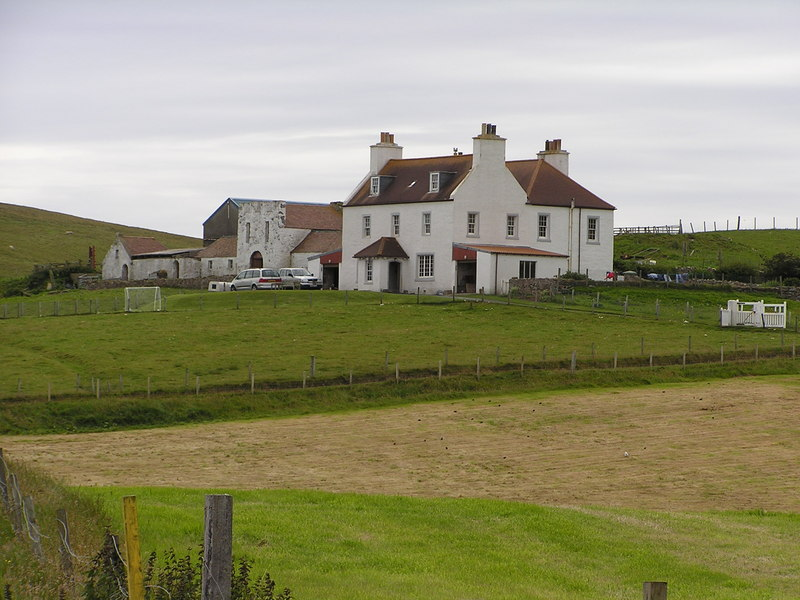
Raewick House

Reawick ist eine Ortschaft, die im Südwesten der zu Schottland zählenden Shetlands liegt.

## Geographie
Reawick ist eine Streusiedlung, die im Süden der Meeresbucht Rea Wick an der südwestlichen Küste von Mainland liegt. Nach Garderhouse ist es drei Kilometer in nördlicher Richtung.

## Historisches
Im Rahmen der historischen Gliederung Schottlands in Civil Parishes zählt Reawick zu Sandsting. Im Ort sind das Anwesen Raewick House sowie eine Wassermühle als Listed Building der Kategorie B eingestuft worden.